# هيلدا وارد
هيلدا وارد (بالإنجليزية: Hilda Ward)‏ هي فنانة ورسامة أمريكية، ولدت في 1878 في أنابولس في الولايات المتحدة، وتوفيت في 1950.